# Akademia Muzyczna im. Grażyny i Kiejstuta Bacewiczów w Łodzi

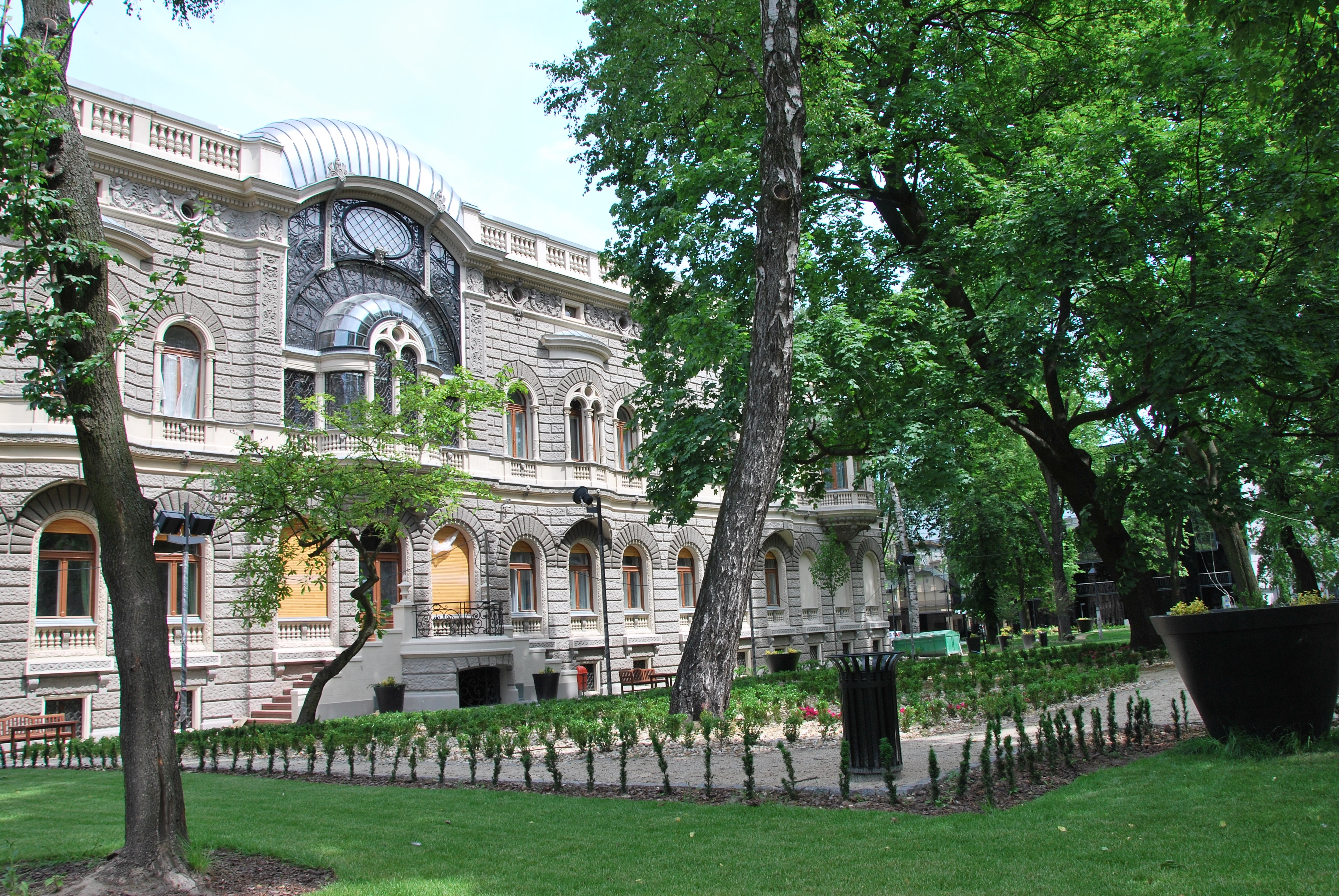
Akademia Muzyczna – widok od strony ogrodu

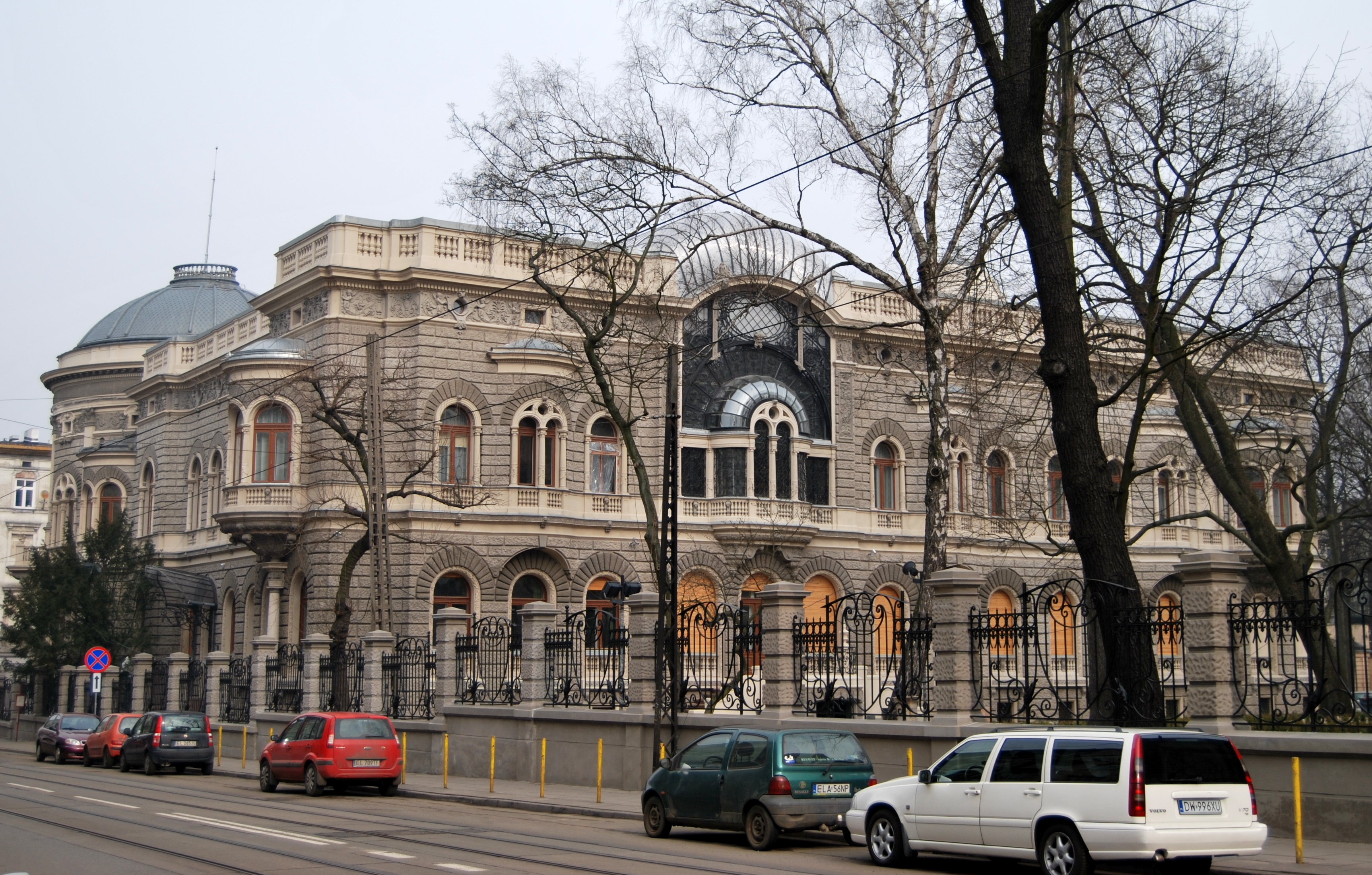
Widok z ul. Gdańskiej, okno ogrodu zimowego

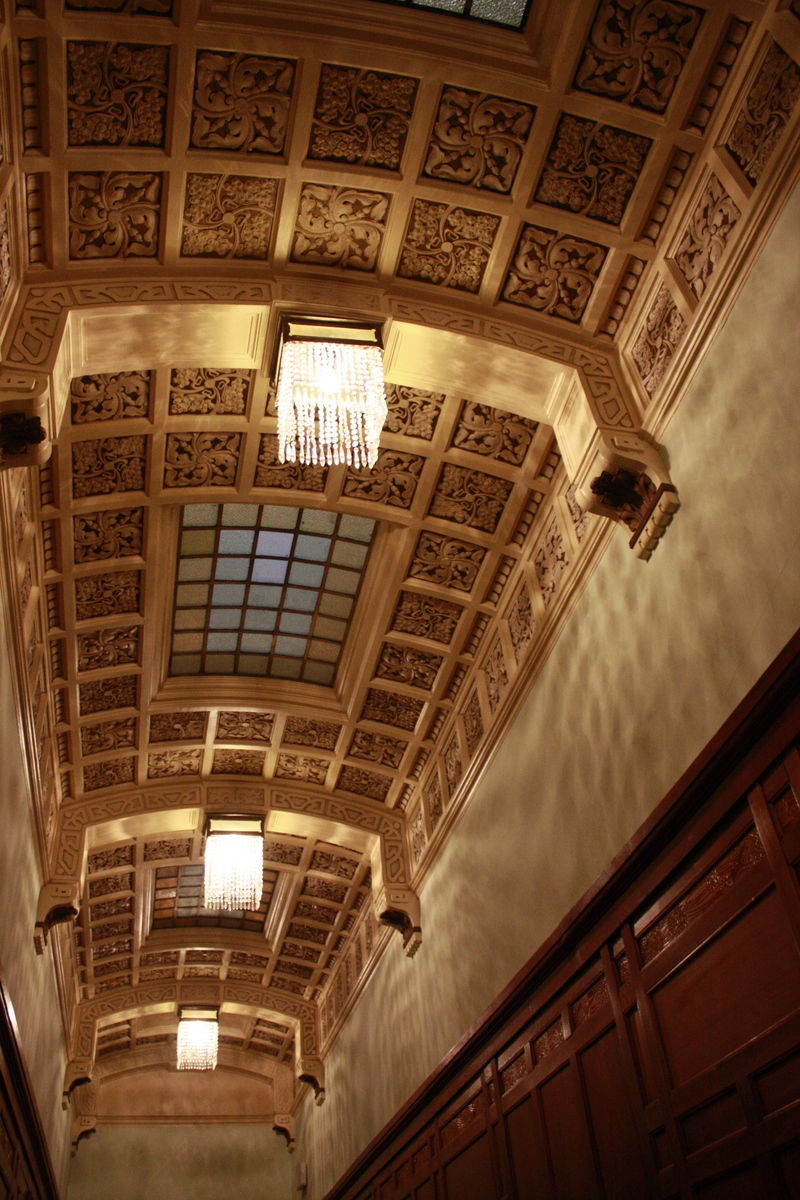
Fragment korytarza na pierwszym piętrze

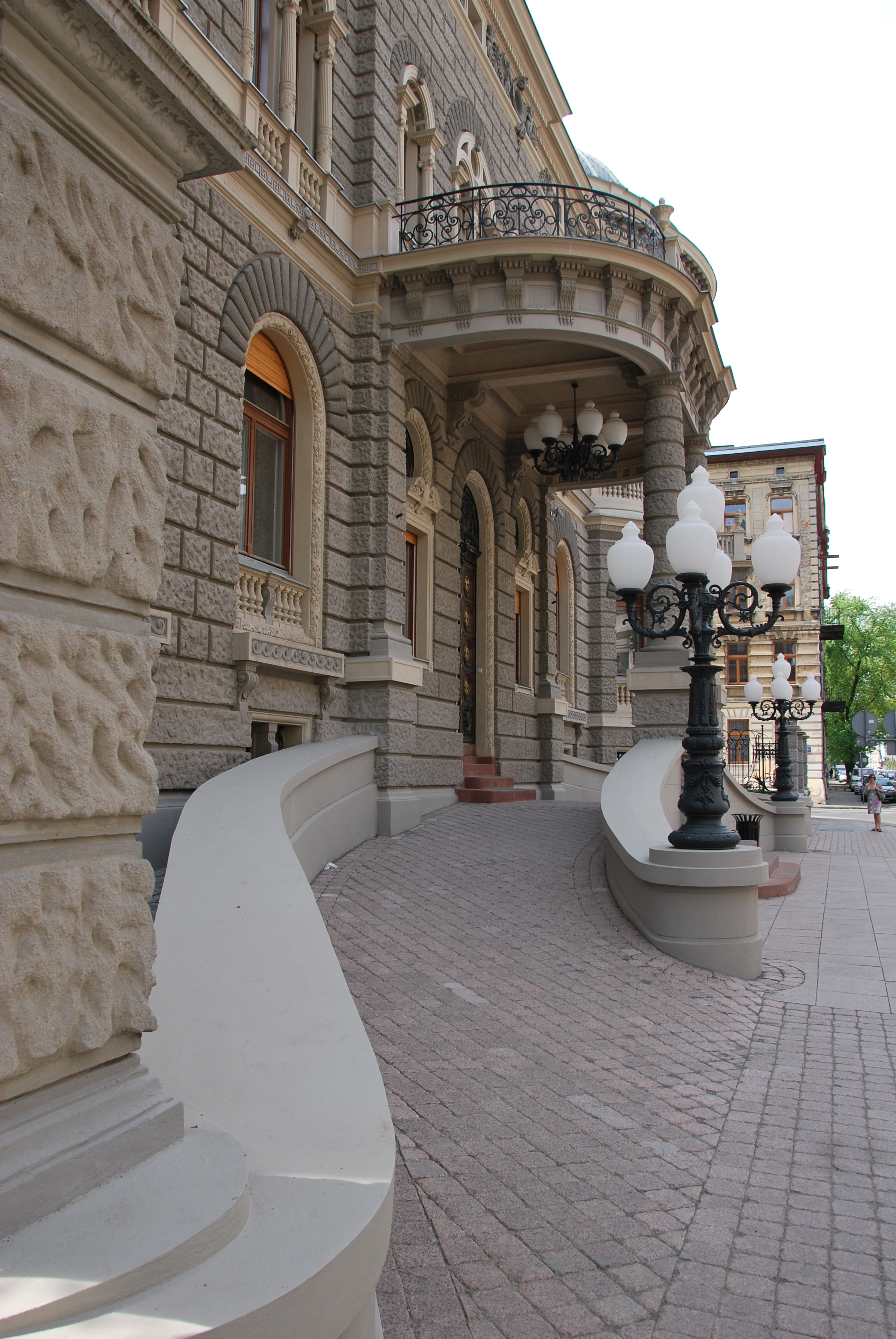
Widok w kierunku wejścia

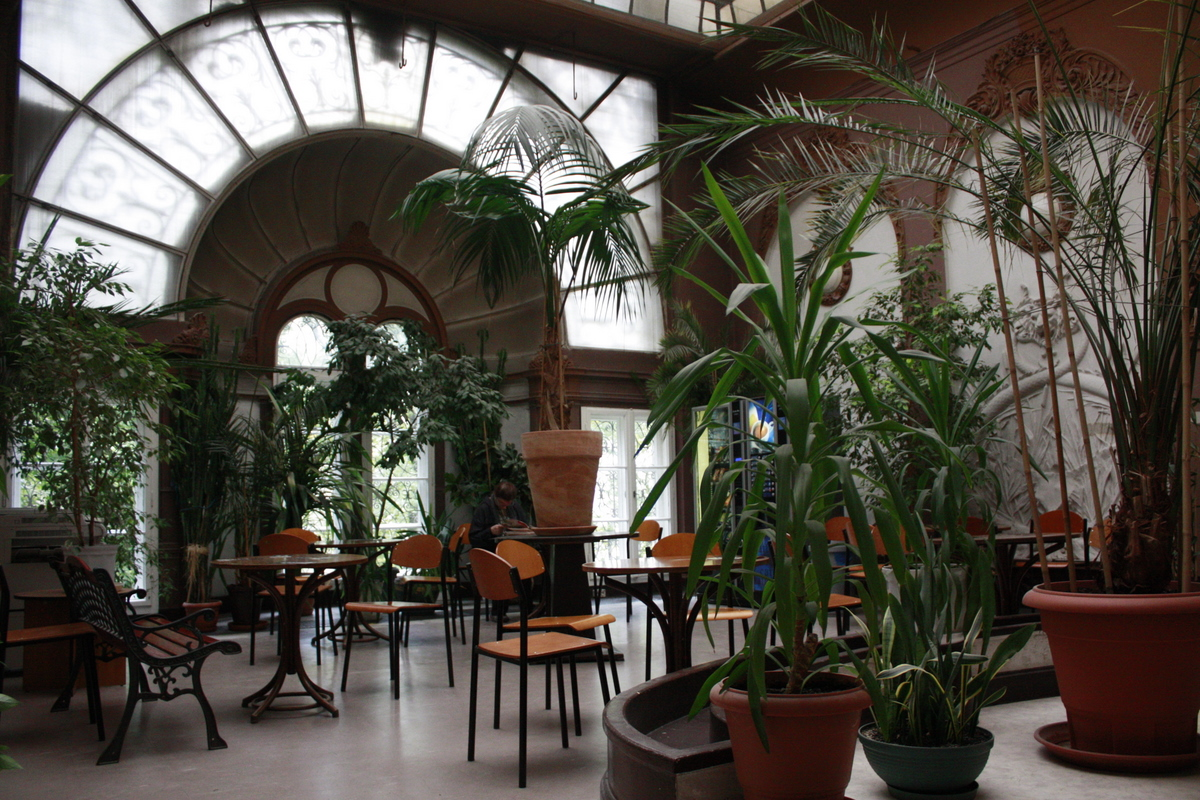
Oranżeria (przed renowacją)

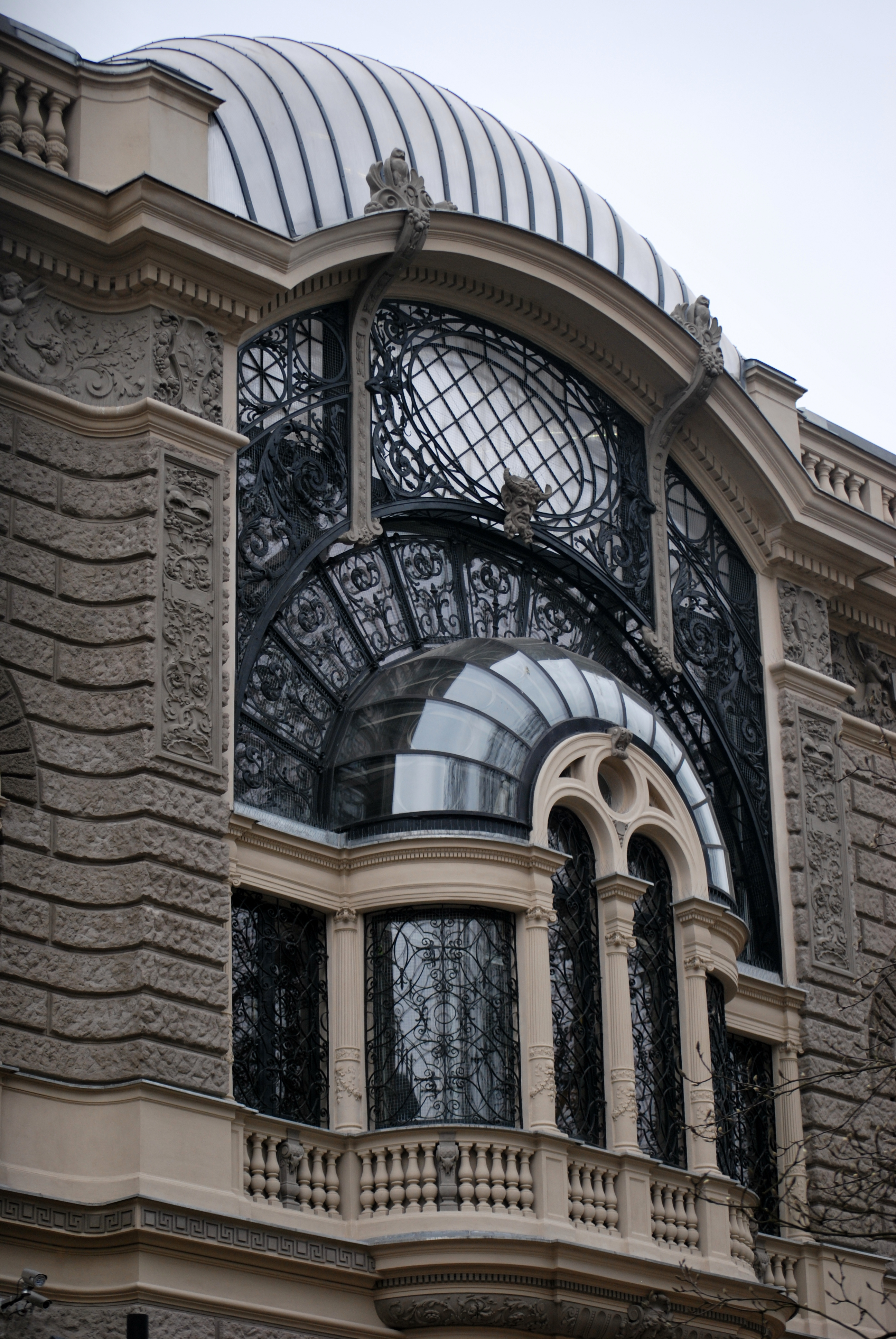
Okno ogrodu zimowego

Akademia Muzyczna im. Grażyny i Kiejstuta Bacewiczów w Łodzi – polska publiczna uczelnia muzyczna w Łodzi, powstała na początku XX wieku jako Konserwatorium Muzyczne Heleny Kijeńskiej-Dobkiewiczowej skupiające grono pedagogów i muzyków.

## Historia uczelni
Po zakończeniu II wojny światowej uczelnia została reaktywowana jako Państwowe Konserwatorium Muzyczne (18 kwietnia 1945), a następnie w kwietniu 1946 roku przemianowana na Państwową Wyższą Szkołę Muzyczną. W 1982 roku otrzymała nazwę Akademii Muzycznej, od 1999 roku noszącej imię Grażyny i Kiejstuta Bacewiczów.
Pierwszym Rektorem Szkoły był Kazimierz Wiłkomirski, a prorektorem prof. Helena Kijeńska-Dobkiewiczowa. W tym czasie istniały cztery wydziały:
- Dziekanem Wydziału I (Teorii, Kompozycji i Dyrygentury) był Kazimierz Sikorski
- Dziekanem Wydziału II (Instrumentalnego) była Maria Wiłkomirska
- Dziekanem Wydziału III (Wokalnego) była Adela Comte-Wilgocka
- Dziekanem Wydziału IV (Pedagogicznego) był Mieczysław Kacperczyk.

## Wydziały
- Wydział Twórczości, Interpretacji, Edukacji i Produkcji Muzycznej
- Wydział Wykonawstwa Instrumentalnego
- Wydział Sztuk Scenicznych
- Wydział Jazzu i Muzyki Estradowej

## Kampusy i budynki uczelniane
Od 1945 roku główną siedzibą Akademii jest pałac przy ul. Gdańskiej 32, wzniesiony w 1904 r. przez łódzkiego przemysłowca Izraela Poznańskiego dla jego syna Karola Poznańskiego według projektu Adolfa Zeligsona. Gmach ten był w czasie okupacji siedzibą niemieckiej Städtische Musikschule Litzmannstadt, która funkcjonowała niemal do końca 1944 roku.
W październiku 2013 została uroczyście otwarta nowo wybudowana Sala Koncertowa ze znakomitą akustyką, wysokiej klasy systemem do nagłaśniania i nagrywania dźwięku, profesjonalnym studiem nagrań i zapleczem dydaktycznym. Z początkiem roku akademickiego 2014/2015 został oddany do użytku nowoczesny budynek Regionalnego Ośrodka Kultury, Edukacji i Dokumentacji Muzycznej, w którym znajdują się m.in. biblioteka i fonoteka, sale wykładowe, pracownie oraz Sala Kameralna.

## Poczetrektorów
- Kazimierz Wiłkomirski (1945–1947)
- Kazimierz Sikorski (1947–1954)
- Mieczysław Drobner (1954–1957)
- Kiejstut Bacewicz (1957–1969)
- Zenon Płoszaj (1969–1981)
- Zygmunt Gzella (1981–1987)
- Aleksander Kowalczyk (1987–1993)
- Bogdan Dowlasz (1993–1999)
- Anna Wesołowska-Firlej (1999–2005)
- Antoni Wierzbiński (2005–2012)
- Cezary Sanecki (2012–2020)
- Elżbieta Aleksandrowicz (od 2020)

## Obecne władze uczelni
- Rektor: dr hab. Elżbieta Aleksandrowicz, prof. AM
- Prorektor ds. nauki i dydaktyki: prof. dr hab. Agata Jarecka
- Prorektor ds. artystycznych: prof. dr hab. Urszula Kryger
- Pełnomocnik rektora ds. studenckich oraz rozwoju uczelni: dr hab. Maciej Staszewski, prof. AM
- Pełnomocnik rektora ds. międzynarodowych: dr hab. Krzysztof Urbaniak, prof. AM
- Pełnomocnik rektora ds. parametryzacji oraz szkoły doktorskiej: dr hab. Anna Liszewska, prof. AM
- Pełnomocnik rektora ds. równego traktowania: prof. dr hab. Marcin Stańczyk

## Doktorzy honoris causa
Senat Akademii Muzycznej nadał tytuł doktora honoris causa sztuki muzycznej ważnym postaciom życia muzycznego Łodzi i Akademii. Tytuł ten otrzymali:
- Aleksander Tansman (1986)
- Kiejstut Bacewicz (1993)
- Zenon Płoszaj (1996)
- Franciszek Wesołowski (1999)
- Teresa Kubiak (2005)
- Wanda Wiłkomirska (2006)
- Jerzy Semkow (2013)
- Zygmunt Krauze (2015)
- Stanisław Firlej (2015)
- Teresa Żylis-Gara (2016)
- Irena Santor (2017)
- Jan Krenz (2018)
- Kevin Kenner (2018)
- Krystian Zimerman (2024)

## Pedagodzy Akademii Muzycznej
- Ryszard Daniel Golianek
- Marta Szoka
- Jan Targowski[4][5]
- Irena Wisełka-Cieślar
- Antoni Wierzbiński
- Bogusław Wódka